# 提索奥努斯
提索奥努斯（英語：Tithonos）。古希腊神话男性人物之一。父为特洛伊国王拉俄墨冬。其事迹反映于《伊里亚特》中。受到厄俄斯的宠爱，遂成为其情人与重要伴侣，被许以永远不死，但却一直衰老，最后变成蟬。和厄俄斯所生子门农后为埃塞俄比亚国王。